# Premio Akutagawa
El Premio Akutagawa (芥川龍之介賞 Akutagawa Ryūnosuke Shō?) nombrado así en honor a Ryūnosuke Akutagawa, es uno de los galardones literarios más prestigiosos de Japón.Se otorga dos veces al año, en enero y en julio, a la mejor historia de literatura pura (junbungaku) publicada en periódicos o revistas, escrita por un autor nuevo o en crecimiento. El hecho de estar limitada a publicaciones periódicas hace que las historias premiadas sean, usualmente, de corta o media extensión. El premio consiste en un reloj de bolsillo y un millón de yenes en efectivo.
Fue establecido en 1935 por el escritor Kan Kikuchi, editor de la revista Bungeishunjū, actualmente es patrocinado por la Nihon Bungaku Shinkō Kai organismo encargado de la promoción de la literatura japonesa. Optan a la edición de enero las obras publicadas entre junio y noviembre del año anterior, mientras que las aparecidas entre diciembre y mayo optan a la edición de julio.
Por la gran cobertura mediática que recibe el premio, supone siempre un gran impulso para la carrera de los galardonados. Por otra parte, dado que se entrega dos veces al año, y en ocasiones a dos autores al mismo tiempo, los premiados tienen una ventana de oportunidad relativamente pequeña para establecerse en el mundo literario, antes de verse relegados a un segundo plano por la cobertura mediática del siguiente galardonado.
La mayoría de los escritores reconocidos de Japón han recibido este premio antes de saltar a la fama, entre ellos se encuentran nombres como los de Kōbō Abe, Kenzaburo Oé, Yasushi Inoue, Minako Oba, Ryu Murakami, Yōko Ogawa, Hiromi Kawakami, Mieko Kawakami, Miri Yu, Hiroko Oyamada, Sayaka Murata, entre muchos otros. 

## Historia
En 1923 Kan Kikuchi fundó la editorial Bungei shunjū, conocida principalmente por su revista mensual del mismo nombre. Kikuchi fue una de las figuras más importantes del mundo editorial japonés de preguerra, siendo cercano a varias de las figuras literarias prominentes de la época. En 1935 establece el premio en honor a su amigo Ryūnosuke Akutagawa, quien habría visto truncada su carrera tras suicidarse en 1927, y desde entonces se ha entregado de forma constante, con la notable excepción del período entre 1945 y 1948, debido a la situación generada durante la posguerra japonesa tras la finalización de la Segunda Guerra Mundial.
El jurado habitualmente incluye escritores contemporáneos, críticos literarios o antiguos galardonados entre su nómina de premiados. Ocasionalmente cuando no se puede alcanzar consenso entre los miembros del jurado, debido a disputas sobre las historias finalistas o la calidad del trabajo publicado en la correspondiente mitad del año objeto de análisis, el premio queda desierto. 

### Controversias
En 1972, se supo que Akio Miyahara cometió plagio en su obra. Algo similar sucedió en 2018 cuando Yuko Hojo, candidata al premio de ese año, fue evidenciada por usar texto de fuentes no ficcionales sin atribuciones en su novela. En 2023, Rie Qudan admitió haber usado inteligencia artificial para escribir una parte de su novela Torre de simpatía de Tokyo, comentario descontextualizado por los medios y sacado de proporción, más tarde la autora aclararía que sólo usó inteligencia artificial para los diálogos de una IA personaje en su novela, menos del 5% de la obra final.

## Lista de galardonados y las obras premiadas
La Nihon Bungaku Shinkō Kai publica en su sitio una lista completa con el historial de ganadores del premio, la cual se reproduce a continuación:
上 Indica la primer mitad del año 下 Indica la segunda mitad del año
Los títulos marcados con * no cuentan aún con una traducción oficial al español. El título se traduce de forma literal del japonés.
| #                                       | Año     | Autor               | Título original                                                         | Título en español                          |
| --------------------------------------- | ------- | ------------------- | ----------------------------------------------------------------------- | ------------------------------------------ |
| 1                                       | 1935上  | Tatsuzo Ishikawa    | Sōbō (蒼氓)                                                             | Branquias azules*                          |
| 2                                       | 1935下  | (Desierto)          | (Desierto)                                                              | (Desierto)                                 |
| 3                                       | 1936上  | Takeo Oda           | Jōgai (城外)                                                            | Fuera del castillo*                        |
| 3                                       | 1936上  | Tomoya Tsuruta      | Koshamain ki (コシャマイン記)                                           | El libro de Koshamine*                     |
| 4                                       | 1936下  | Jun Ishikawa        | Fugen (普賢)                                                            | Fugen*                                     |
| 4                                       | 1936下  | Uio Tomisawa        | Chichūkai (地中海)                                                      | Mediterráneo*                              |
| 5                                       | 1937上  | Kazuo Ozaki         | Nonki megane (暢気眼鏡)                                                 | Lentes casuales*                           |
| 6                                       | 1937下  | Ashihei Hino        | Funnyō tan (糞尿譚)                                                     | Historia de estiercol*                     |
| 7                                       | 1938上  | Gishū Nakayama      | Atsumonozaki (厚物咲)                                                   | Floración espesa*                          |
| 8                                       | 1938下  | Tsuneko Nakazato    | Noriai basha (乗合馬車)                                                 | El carruaje*                               |
| 9                                       | 1939上  | Ken Hase            | Asakusa no kodomo (あさくさの子供)                                      | Niño de Asakusa*                           |
| 9                                       | 1939上  | Yoshiyuki Handa     | Niwatori sōdō (鶏騒動)                                                  | Disturbio de pollos*                       |
| 10                                      | 1939下  | Kōtarō Samukawa     | Mitsuryōsha (密猟者)                                                    | Cazador furtivo*                           |
| 11                                      | 1940上  | Taku Takagi         | Uta to mon no tate (歌と門の盾)                                         | Canción y escudo de puerta*                |
| 12                                      | 1940下  | Tsunehisa Sakurada  | Hiraga gennai (平賀源内)                                                | Hiraga Gennai*                             |
| 13                                      | 1941上  | Yūkei Tada          | Chōkō deruta (長江デルタ)                                               | Delta del río Yangtsé*                     |
| 14                                      | 1941下  | Yoshiko Shibaki     | Seika no ichi (青果の市)                                                | Mercado de frutas y vegetales*             |
| 15                                      | 1942上  | (Desierto)          | (Desierto)                                                              | (Desierto)                                 |
| 16                                      | 1942下  | Toshio Kuramitsu    | Renraku in (連絡員)                                                     | Oficial de enlace*                         |
| 17                                      | 1943上  | Kikuzō Ishizuka     | Tensoku no koro (纒足の頃)                                              | Cuando era joven*                          |
| 18                                      | 1943下  | Kaoru Tōnobe        | Washi (和紙)                                                            | Washi*                                     |
| 19                                      | 1944上  | Yoshinori Yagi      | Ryūkanfū (劉広福)                                                       | Liu Guangfu*                               |
| 19                                      | 1944上  | Jūzō Obi            | Tohan (登攀)                                                            | Escalando*                                 |
| 20                                      | 1944下  | Motokichi Shimizu   | Karitachi (雁立)                                                        | Gansos salvajes*                           |
| (El premio no se otorgó de 1945 a 1948) |         |                     |                                                                         |                                            |
| 21                                      | 1949上  | Tsuyoshi Kotani     | Kakushō (確証)                                                          | Confirmación*                              |
| 21                                      | 1949上  | Shigeko Yuki        | Hon no hanashi (本の話)                                                 | Historia de un libro*                      |
| 22                                      | 1949下  | Yasushi Inoue       | Tōgyū (闘牛)                                                            | La corrida de toros*                       |
| 23                                      | 1950上  | Ryōichi Tsuji       | Ihōjin (異邦人)                                                         | Extranjero*                                |
| 24                                      | 1950下  | (Desierto)          | (Desierto)                                                              | (Desierto)                                 |
| 25                                      | 1951上  | Toshimitsu Ishikawa | Haru no kusa (春の草)                                                   | Hierba de primavera*                       |
| 25                                      | 1951上  | Kōbō Abe            | Kabe - S. Karuma-shi no hanzai (壁－S・カルマ氏の犯罪)                  | La pared: el crimen del señor S. Karma*    |
| 26                                      | 1951下  | Yoshie Hotta        | Hiroba no kodoku / Kankan (広場の孤独 / 漢奸)                           | Soledad en la plaza/Traidor*               |
| 27                                      | 1952上  | (Desierto)          | (Desierto)                                                              | (Desierto)                                 |
| 28                                      | 1952下  | Seichō Matsumoto    | Aru "kokura nikki" den (或る『小倉日記』伝)                             | Historia del diario de Kokura*             |
| 28                                      | 1952下  | Yasusuke Gomi       | Sōshin (喪神)                                                           | Pérdida de consciencia*                    |
| 29                                      | 1953上  | Shōtarō Yasuoka     | Warui nakama / Inki na tanoshimi (悪い仲間 / 陰気な愉しみ)              | Malas compañías/Placeres lúgubres*         |
| 30                                      | 1953下  | (Desierto)          | (Desierto)                                                              | (Desierto)                                 |
| 31                                      | 1954上  | Yoshiyuki Junnosuke | Shūu (驟雨)                                                             | Tormenta repentina*                        |
| 32                                      | 1954下  | Nobuo Kojima        | Amerikan sukūru (アメリカン・スクール)                                  | Escuela americana*                         |
| 32                                      | 1954下  | Junzō Shōno         | Pūrusaido shōkei (プールサイド小景)                                     | Vista junto a la piscina*                  |
| 33                                      | 1955上  | Shūsaku Endō        | Shiroi hito (白い人)                                                    | Hombre blanco*                             |
| 34                                      | 1955下  | Shintarō Ishihara   | Taiyō no kisetsu (太陽の季節)                                           | La estación del sol                        |
| 35                                      | 1956上  | Keitarō Kondō       | Kaijinfune (海人舟)                                                     | Bote navegante*                            |
| 36                                      | 1956下  | (Desierto)          | (Desierto)                                                              | (Desierto)                                 |
| 37                                      | 1957上  | Itaru Kikumura      | Iōjima (硫黄島)                                                         | Iwo Jima*                                  |
| 38                                      | 1957下  | Takeshi Kaikō       | Hadaka no ōsama (裸の王様)                                              | El rey desnudo*                            |
| 39                                      | 1958上  | Kenzaburō Ōe        | Shiiku (飼育)                                                           | La presa                                   |
| 40                                      | 1958下  | (Desierto)          | (Desierto)                                                              | (Desierto)                                 |
| 41                                      | 1959上  | Shirō Shiba         | Santō (山塔)                                                            | Torre de montaña*                          |
| 42                                      | 1959下  | (Desierto)          | (Desierto)                                                              | (Desierto)                                 |
| 43                                      | 1960上  | Morio Kita          | Yoru to kiri no sumi de (夜と霧の隅で)                                  | En el rincón de la noche y la niebla*      |
| 44                                      | 1960下  | Tetsuo Miura        | Shinobukawa (忍ぶ川)                                                    | Río shinobu*                               |
| 45                                      | 1961上  | (Desierto)          | (Desierto)                                                              | (Desierto)                                 |
| 46                                      | 1961下  | Kōichirō Uno        | Kujiragami (鯨神)                                                       | Dios ballena*                              |
| 47                                      | 1962上  | Akira Kawamura      | Bitan no shuppatsu (美談の出発)                                         | El inicio de una historia hermosa*         |
| 48                                      | 1962下  | (Desierto)          | (Desierto)                                                              | (Desierto)                                 |
| 49                                      | 1963上  | Kiichi Gotō         | Shōnen no hashi (少年の橋)                                              | El puente del niño*                        |
| 49                                      | 1963上  | Taeko Kōno          | Kani (蟹)                                                               | Cangrejos                                  |
| 50                                      | 1963下  | Seiko Tanabe        | Kanshō ryokō (感傷旅行)                                                 | Viaje sentimental*                         |
| 51                                      | 1964上  | Shō Shibata         | Saredo wareraga hibi (されどわれらが日々－)                             | Aun así, nuestros días son...*             |
| 52                                      | 1964下  | (Desierto)          | (Desierto)                                                              | (Desierto)                                 |
| 53                                      | 1965上  | Setsuko Tsumura     | Gangu (玩具)                                                            | Juguete*                                   |
| 54                                      | 1965下  | Yūichi Takai        | Kita no kawa (北の河)                                                   | Río norte*                                 |
| 55                                      | 1966上  | (Desierto)          | (Desierto)                                                              | (Desierto)                                 |
| 56                                      | 1966下  | Kenji Maruyama      | Natsu no nagare (夏の流れ)                                              | Flujo de verano*                           |
| 57                                      | 1967上  | Tatsuhiro Ōshiro    | Kakuteru Pātī (カクテル・パーティー)                                    | Fiesta de cócteles*                        |
| 58                                      | 1967下  | Hyōzō Kashiwabara   | Tokuyama Dōsuke no kikyō (徳山道助の帰郷)                               | El regreso a casa de Dosuke Tokuyama*      |
| 59                                      | 1968上  | Minako Ōba          | Sanbiki no kani (三匹の蟹)                                              | Tres cangrejos*                            |
| 59                                      | 1968上  | Saiichi Maruya      | Toshi no nogori (年の残り)                                              | El resto del año*                          |
| 60                                      | 1968下  | (Desierto)          | (Desierto)                                                              | (Desierto)                                 |
| 61                                      | 1969上  | Hideo Takubo        | Fukaikawa (深い河)                                                      | Río profundo*                              |
| 61                                      | 1969上  | Kaoru Shōji         | Akazukin-chan ki wo tsukete (赤頭巾ちゃん気をつけて)                    | Caperucita Roja, ten cuidado*              |
| 62                                      | 1969下  | Takayuki Kiyōka     | Akashiya no dairen (アカシヤの大連)                                     | Akashiya en Dalián*                        |
| 63                                      | 1970上  | Komao Furuyama      | Pureō eito no yoake (プレオー8の夜明け)                                 | Amanecer de Pleau 8*                       |
| 63                                      | 1970上  | Tomoko Yoshida      | Mumyōchōya (無明長夜)                                                   | Larga noche de ignorancia*                 |
| 64                                      | 1970下  | Yoshikichi Furui    | Yōko (杳子)                                                             | Yoko*                                      |
| 65                                      | 1971上  | (Desierto)          | (Desierto)                                                              | (Desierto)                                 |
| 66                                      | 1971下  | Ri Kaisei           | Kinuta o utsu onna （砧をうつ女)                                        | La mujer golpeando un kinuta*              |
| 66                                      | 1971下  | Mineo Higashi       | Okinawa no shonen （オキナワの少年）                                    | Niños de okinawa*                          |
| 67                                      | 1972上  | Hiroshi Hatayama    | Itsuka kiteki o narashite （いつか汽笛を鳴らして）                      | Algún día haré sonar el silbato*           |
| 67                                      | 1972上  | Akio Miyahara       | Dareka ga sawatta （誰かが触った）                                      | Alguien lo tocó*                           |
| 68                                      | 1972下  | Michiko Yamamoto    | Betty san no niwa （ベティさんの庭）                                    | El jardín de Betty-san*                    |
| 68                                      | 1972下  | Shizuko Go          | Requiem （レクイエム）                                                  | Requiem*                                   |
| 69                                      | 1973上  | Taku Miki           | Hiwa （鶸）                                                             | Hibisco*                                   |
| 70                                      | 1973下  | Kuninobu Noro       | Kusa no tsurugi （草のつるぎ）                                          | Espada de hierba*                          |
| 70                                      | 1973下  | Atsushi Mori        | Gassan （月山)                                                          | Gassan*                                    |
| 71                                      | 1974上  | (Desierto)          | (Desierto)                                                              | (Desierto)                                 |
| 72                                      | 1974下  | Keizo Hino          | Ano yuhi （あの夕陽）                                                   | Esa puesta de sol*                         |
| 72                                      | 1974下  | Hirō Sakata         | Tsuchi no utsuwa （土の器）                                             | Loza de barro*                             |
| 73                                      | 1975上  | Kyoko Hayashi       | Matsuri no ba （祭りの場）                                              | Ritual de muerte*                          |
| 74                                      | 1975下  | Kenji Nakagami      | Misaki (岬)                                                             | Cabo*                                      |
| 74                                      | 1975下  | Kazuo Okamatsu      | Shigono shima （志賀島）                                                | Isla Shika*                                |
| 75                                      | 1976上  | Ryū Murakami        | Kagirinaku tōmeini chikai burū (限りなく透明に近いブルー)               | Azul casi transparente                     |
| 76                                      | 1976下  | (Desierto)          | (Desierto)                                                              | (Desierto)                                 |
| 77                                      | 1977上  | Masahiro Mita       | Bokutte nani （僕って何）                                               | ¿Qué soy yo?*                              |
| 77                                      | 1977上  | Masuo Ikeda         | Ēge kai ni sasagu （エーゲ海に捧ぐ）                                    | Ofreciendo en el Egeo*                     |
| 78                                      | 1977下  | Teru Miyamoto       | Hotaru gawa （蛍川）                                                    | Río Luciérnaga*                            |
| 78                                      | 1977下  | Shuzo Taki          | Kae no ki matsuri （榧の木祭り）                                        | Festival del árbol Kaya*                   |
| 79                                      | 1978上  | Kiichirō Takahashi  | Nobuyo （伸予）                                                         | Crecimiento*                               |
| 80                                      | 1978下  | (Desierto)          | (Desierto)                                                              | (Desierto)                                 |
| 81                                      | 1979上  | Yoshiko Shigekane   | Yamaai no kemuri （やまあいの煙）                                       | Humo de las montañas*                      |
| 81                                      | 1979上  | So Aono             | Gusha no yoru （愚者の夜）                                              | Noche de tontos*                           |
| 82                                      | 1979下  | Reiko Mori          | Mokkingubādo no iru machi （モッキングバードのいる町）                  | El pueblo donde viven los sinsontes*       |
| 83                                      | 1980上  | (Desierto)          | (Desierto)                                                              | (Desierto)                                 |
| 84                                      | 1980下  | Katsuhiko Otsuji    | Chichi ga kieta （父が消えた）                                          | Mi padre desapareció*                      |
| 85                                      | 1981上  | Rie Yoshiyuki       | Chiisana kifujin （小さな貴婦人）                                       | Pequeña dama*                              |
| 86                                      | 1981下  | (Desierto)          | (Desierto)                                                              | (Desierto)                                 |
| 87                                      | 1982上  | (Desierto)          | (Desierto)                                                              | (Desierto)                                 |
| 88                                      | 1982下  | Yukiko Kato         | Yume no kabe （夢の壁）                                                 | Muro de sueños*                            |
| 88                                      | 1982下  | Jūrō Kara           | Sagawa kun kara no tegami (佐川君からの手紙)                            | La carta de Sagawa                         |
| 89                                      | 1983上  | (Desierto)          | (Desierto)                                                              | (Desierto)                                 |
| 90                                      | 1983下  | Jun Kasahara        | Mokuji no sekai （杢二の世界）                                          | El mundo de Mokuji*                        |
| 90                                      | 1983下  | Nobuko Takagi       | Hikari idaku tomo yo （光抱く友よ）                                     | Mi amigo que abraza la luz*                |
| 91                                      | 1984上  | (Desierto)          | (Desierto)                                                              | (Desierto)                                 |
| 92                                      | 1984下  | Satoko Kizaki       | Aogiri (青桐）                                                          | Paulownia azul*                            |
| 93                                      | 1985上  | (Desierto)          | (Desierto)                                                              | (Desierto)                                 |
| 94                                      | 1985下  | Fumiko Kometani     | Sugikoshi no matsuri （過越しの祭）                                     | Pascua*                                    |
| 95                                      | 1986上  | (Desierto)          | (Desierto)                                                              | (Desierto)                                 |
| 96                                      | 1986下  | (Desierto)          | (Desierto)                                                              | (Desierto)                                 |
| 97                                      | 1987上  | Kiyoko Murata       | Nabe no naka （鍋の中）                                                 | Dentro del caldero                         |
| 98                                      | 1987下  | Natsuki Ikezawa     | Still life （スティル・ライフ）                                         | Still Life*                                |
| 98                                      | 1987下  | Kiyohiro Miura      | Chōnan no shukke (長男の出家）                                          | Ordenación del hijo mayor*                 |
| 99                                      | 1988上  | Man Arai            | Tazunebito no jikan （尋ね人の時間）                                    | Tiempo del interrogador*                   |
| 100                                     | 1988下  | Keishi Nagi         | Diamond dust （ダイヤモンドダスト）                                     | Diamond dust*                              |
| 100                                     | 1988下  | Yanji I             | Yuhi （由熙）                                                           | Yuhi*                                      |
| 101                                     | 1989上  | (Desierto)          | (Desierto)                                                              | (Desierto)                                 |
| 102                                     | 1989下  | Akira Ōka           | Hyōsō seikatsu （表層生活）                                             | Vida superficial*                          |
| 102                                     | 1989下  | Mieko Takizawa      | Nekobaba no iru machi de （ネコババのいる町で）                         | El pueblo con ladrones de gatos*           |
| 103                                     | 1990上  | Noboru Tsujihara    | Mura no namae （村の名前）                                              | Nombre del pueblo*                         |
| 104                                     | 1990下  | Yōko Ogawa          | Ninshin karendā （妊娠カレンダー）                                      | El embarazo de mi hermana                  |
| 105                                     | 1991上  | Yo Henmi            | Jidō kishō sōchi （自動起床装置）                                       | Dispositivo despertador automático*        |
| 105                                     | 1991上  | Anna Ogino          | Seoi mizu （背負い水）                                                  | Llevar agua a la espalda*                  |
| 106                                     | 1991下  | Eiko Matsumura      | Abatōn（至高聖所 アバトーン）                                           | Avathorn*                                  |
| 107                                     | 1992上  | Tomomi Fujiwara     | Untenshi （運転士）                                                     | Conductor*                                 |
| 108                                     | 1992下  | Yoko Tawada         | Inu muko iri （犬婿入り）                                               | El novio era un perro                      |
| 109                                     | 1993上  | Haruhiko Yoshimeki  | Sekiryōkōya （寂寥郊野）                                                | Suburbios solitarios*                      |
| 110                                     | 1993下  | Hikaru Okuizumi     | Ishi no raireki （石の来歴）                                            | Historia de la piedra*                     |
| 111                                     | 1994上  | Muroi Mitsuhiro     | Odorodeku （おどるでく）                                                | Bailar*                                    |
| 111                                     | 1994上  | Yoriko Shono        | Taimu surippu konbināto（タイムスリップ・コンビナート）                 | Complejo de deslizamiento del tiempo*      |
| 112                                     | 1994下  | (Desierto)          | (Desierto)                                                              | (Desierto)                                 |
| 113                                     | 1995上  | Kazushi Hosaka      | Kono hito no iki （この人の閾）                                         | El umbral de esta persona*                 |
| 114                                     | 1995下  | Eikichi Matayoshi   | Buta no mukui （豚の報い）                                              | La retribución del cerdo*                  |
| 115                                     | 1996上  | Hiromi Kawakami     | Hebi wo fumu（蛇を踏む）                                                | Pisar una serpiente*                       |
| 116                                     | 1996下  | Miri Yu             | Kazoku shinema （家族シネマ）                                           | Cine Familiar*                             |
| 116                                     | 1996下  | Hitonari Tsuji      | Kaikyō no hikari （海峡の光）                                           | Luz del estrecho*                          |
| 117                                     | 1997上  | Shun Medoruma       | Suiteki（水滴）                                                         | Gota de agua*                              |
| 118                                     | 1997下  | (Desierto)          | (Desierto)                                                              | (Desierto)                                 |
| 119                                     | 1998上  | Mangetsu Hanamura   | Gerumaniumu no yoru （ゲルマニウムの夜）                                | Noche de Germanio*                         |
| 119                                     | 1998上  | Fujisawa Shu        | Buenos Aires gozen reiji （ブエノスアイレス午前零時）                   | Medianoche en Buenos Aires*                |
| 120                                     | 1998下  | Keiichirō Hirano    | Nisshoku （日蝕）                                                       | Eclipse solar*                             |
| 121                                     | 1999上  | (Desierto)          | (Desierto)                                                              | (Desierto)                                 |
| 122                                     | 1999下  | Gengetsu            | Kage no sumika （蔭の棲みか）                                           | Un lugar en las sombras*                   |
| 122                                     | 1999下  | Chiya Fujino        | Natsu no yakusoku（夏の約束）                                           | Promesa de verano*                         |
| 123                                     | 2000上  | Kō Machida          | Kiregire （きれぎれ）                                                   | Fracturado*                                |
| 123                                     | 2000上  | Hisaki Matsuura     | Hana kutashi （花腐し）                                                 | Podredumbre de flor*                       |
| 124                                     | 2000下  | Toshiyuki Horie     | Kuma no shikiishi （熊の敷石）                                          | Llevar adoquines*                          |
| 124                                     | 2000下  | Yūichi Seirai       | Seisui（聖水）                                                          | Agua bendita*                              |
| 125                                     | 2001上  | Sōkyū Genyū         | Chūin no hana（中陰の花）                                               | Flores de media sombra*                    |
| 126                                     | 2001下  | Yū Nagashima        | Mō supīdo de haha ha（猛スピードで母は）                                | Mi madre iba a gran velocidad*             |
| 127                                     | 2002上  | Shuichi Yoshida     | Park life（パーク・ライフ）                                             | Park Life*                                 |
| 128                                     | 2002下  | Tamaki Daido        | Shoppai drive （しょっぱいドライブ）                                    | Camino salado*                             |
| 129                                     | 2003上  | Manichi Yoshimura   | Hariganemushi（ハリガネムシ）                                           | Larva de escarabajo*                       |
| 130                                     | 2003下  | Risa Wataya         | Keritai senaka （蹴りたい背中）                                         | Quiero patearte la espalda*                |
| 130                                     | 2003下  | Hitomi Kanehara     | Hebi ni piasu （蛇にピアス）                                            | Serpientes y aretes*                       |
| 131                                     | 2004上  | Norio Mobu          | Kaigo Nyūmon （介護入門）                                               | Introducción a los cuidados de enfermería* |
| 132                                     | 2004下  | Kazushige Abe       | Grand finale（グランド・フィナーレ）                                    | Grand Finale*                              |
| 133                                     | 2005上  | Fuminori Nakamura   | Tsuchi no naka no kodomo（土の中の子供）                                | Niño en la tierra*                         |
| 134                                     | 2005下  | Akiko Itoyama       | Oki de matsu（沖で待つ）                                                | Esperar en alta mar*                       |
| 135                                     | 2006上  | Takami Ito          | Hachigatsu no rojō ni suteru（八月の路上に捨てる）                      | Abandonado en las calles en agosto*        |
| 136                                     | 2006下  | Nanae Aoyama        | Hitori biyori（ひとり日和）                                             | Un buen día para estar sólo*               |
| 137                                     | 2007上  | Tetsushi Suwa       | Asatte no hito（アサッテの人）                                          | Gente de Asatte*                           |
| 138                                     | 2007下  | Mieko Kawakami      | Chichi to ran (乳と卵)                                                  | Senos y huevos                             |
| 139                                     | 2008上  | Yang Yi             | Toki ga nijimu asa (時が滲む朝)                                         | Una mañana donde el tiempo se desdibuja*   |
| 140                                     | 2008下  | Kikuko Tsumura      | Potosuraimu no fune (ポトスライムの舟)                                  | Barco de limo de olla*                     |
| 141                                     | 2009上  | Kenʼichirō Isozaki  | Tsui no sumika (終の住処)                                               | Lugar de descanso final*                   |
| 142                                     | 2009下  | (Desierto)          | (Desierto)                                                              | (Desierto)                                 |
| 143                                     | 2010上  | Akiko Akazome       | Otome no mikkoku (乙女の密告)                                           | La denuncia de la doncella*                |
| 144                                     | 2010下  | Mariko Asabuki      | Kikotowa                                                                | Palabras*                                  |
| 144                                     | 2010下  | Kenta Nishimura     | Kueki Ressha (苦役列車)                                                 | Tren de carga*                             |
| 145                                     | 2011 上 | (Desierto)          | (Desierto)                                                              | (Desierto)                                 |
| 146                                     | 2011 下 | Toh EnJoe           | Dōkeshi no chō (道化師の蝶)                                             | Mariposa arlequín*                         |
| 146                                     | 2011 下 | Shin’ya Tanaka      | Tomogui (共喰い)                                                        | Canibalismo*                               |
| 147                                     | 2012 上 | Maki Kashimada      | Meido meguri (冥土めぐり)                                               | De tour en el inframundo*                  |
| 148                                     | 2012 下 | Natsuko Kuroda      | a b sango (ａｂさんご)                                                  | ab-san go*                                 |
| 149                                     | 2013 上 | Kaori Fujino        | Tsume to me (爪と目)                                                    | Uñas y ojos*                               |
| 150                                     | 2013 下 | Hiroko Oyamada      | Ana (穴)                                                                | Agujero                                    |
| 151                                     | 2014 上 | Tomoka Shibasaki    | Haru no niwa (春の庭)                                                   | El jardín de la primavera                  |
| 152                                     | 2014 下 | Masatsugu Ono       | Kyūnen-mae no inori (九年前の祈り)                                      | Una plegaria hace nueve años*              |
| 153                                     | 2015 上 | Keisuke Hada        | Sukurappu ando birudo (スクラップ・アンド・ビルド)                      | Scrap and build*                           |
| 153                                     | 2015 上 | Naoki Matayoshi     | Hibana (火花)                                                           | Chispa*                                    |
| 154                                     | 2015 下 | Yūshō Takiguchi     | Shinde inai mono (死んでいない者)                                       | Aquellos que no están muertos*             |
| 154                                     | 2015 下 | Yukiko Motoya       | Iruikon'intan (異類婚姻譚（いるいこんいんたん) )                        | Historia de un matrimonio interracial*     |
| 155                                     | 2016 上 | Sayaka Murata       | Konbini Ningen (コンビニ人間)                                           | La dependienta                             |
| 156                                     | 2016 下 | Sumito Yamashita    | Shinsekai (しんせかい)                                                  | Nuevo mundo*                               |
| 157                                     | 2017 上 | Shinsuke Numata     | Eiri (影裏（えいり）)                                                   | Detrás de las sombras*                     |
| 158                                     | 2017 下 | Chisako Wakatake    | Ora ora de hitori igu mo (おらおらでひとりいぐも)                       | Viviré en soledad*                         |
| 158                                     | 2017 下 | Yuka Ishii          | Hyakunen doro (百年泥)                                                  | Cien años de lodo*                         |
| 159                                     | 2018 上 | Hiroki Takahashi    | Okuribi (送り火)                                                        | Okuribi: El festival de los muertos        |
| 160                                     | 2018 下 | Ryōhei Machiya      | Ichi Raundo Ippun Sanju-yon Byo (1R（いちらうんど）1分34秒)             | 1 Round, 1 minuto 34 segundos*             |
| 160                                     | 2018 下 | Takahiro Ueda       | Nimuroddo (ニムロッド)                                                  | Nimrod*                                    |
| 161                                     | 2019 上 | Natsuko Imamura     | Murasaki no sukāto no on'na (むらさきのスカートの女)                    | La mujer de la falda violeta               |
| 162                                     | 2019 下 | Makoto Furukawa     | Seitaka Awadachisō (背高泡立草（せいたかあわだちそう）)                 | Hierba alta y burbujeante*                 |
| 163                                     | 2020 上 | Haruka Tono         | Hakyoku (破局)                                                          | Catástrofe*                                |
| 163                                     | 2020 上 | Haneko Takayama     | Shuri no uma (首里の馬)                                                 | Caballo de Shuri*                          |
| 164                                     | 2020 下 | Rin Usami           | Oshi, Moyu (推し、燃ゆ)                                                 | Ídolo en llamas                            |
| 165                                     | 2021 上 | Li Kotomi           | Higanbana ga saku shima (彼岸花（ひがんばな）が咲く島)                  | Una isla donde florecen las higabana*      |
| 165                                     | 2021 上 | Mai Ishizawa        | Kai ni tsudzuku basho nite (貝に続く場所にて)                           | En el lugar junto a las conchas marinas*   |
| 166                                     | 2021 下 | Bunji Sunakawa      | Burakkubokkusu (ブラックボックス)                                       | Black box*                                 |
| 167                                     | 2022 上 | Junko Takase        | Oishī gohan ga tabe raremasu yō ni (おいしいごはんが食べられますように) | Espero que puedas comer comida deliciosa*  |
| 168                                     | 2022 下 | Atsushi Satō        | Arechi no kazoku (荒地の家族)                                           | La familia del páramo*                     |
| 168                                     | 2022 下 | Iko Idogawa         | Konoyo no yorokobi yo (この世の喜びよ)                                  | La alegría de este mundo*                  |
| 169                                     | 2023 上 | Saou Ichikawa       | Hanchibakku (ハンチバック)                                              | Jorobado*                                  |
| 170                                     | 2023 下 | Rie Qudan           | Tōkyōto dōjō-tō (東京都同情塔)                                          | Torre de la Simpatía de Tokio*             |
| 171                                     | 2024 上 | Ksanzō Matsunaga    | Bari sankō (バリ山行（さんこう))                                        | Senderismo en Bali*                        |
| 171                                     | 2024 上 | Aki Asahina         | Sanshō̄o no shijūkunichi (サンショウウオの四十九日)                      | Día 49 de la salamandra*                   |
| 172                                     | 2024 下 | Yui Suzuki          | Goethe wa Subete o Itta (ゲーテはすべてを言った)                        | Goethe lo dijo todo*                       |
| 172                                     | 2024 下 | Jose Ando           | DTOPIA（デートピア）                                                    | DTOPIA*                                    |